# Яндекс.Shell
Яндекс.Shell — бесплатная оболочка для Android-смартфонов, выпущенная компанией «Яндекс» 20 марта 2012 года.

## Особенности
Оболочка представляет собой трёхмерный интерфейс для смартфонов и планшетов, в который встроены сервисы «Яндекса». Есть возможность создавать несколько рабочих столов с папками, виджетами и приложениями. Помимо версий сервисов «Яндекса» для ПК, в мобильную оболочку встроен абсолютно новый продукт — Яндекс.Dialer — адресная книга с подгружаемой из интернета справочной информацией.
Приложение является разработкой компании SPB Software, поглощенной «Яндексом» 28 ноября 2011 года Приложение, под названием SPB Shell 3D, было платным (около 400 рублей), но занимало верхние строчки в своём сегменте в магазине приложений «Андроида».
После покупки «Яндексом» в оболочку были встроены сервисы компании и она стала распространяться бесплатно для пользователей из России, с Украины, из Белоруссии, Казахстана и Турции.
В ноябре 2012 года вышла новая версия системы. Обновления коснулись адресной книги и поиска по приложениям.